# Jakub Bílský z Bělé
Jakub Bílský z Bělé, O.Cist. († 29. srpna 1587) byl v letech 1572-1587 opatem cisterciáckého kláštera na Velehradě.

## Život
Do úřadu velehradského opata byl postulován v prosinci roku 1572 a řídil tento klášter téměř patnáct let. Vedl vleklé majetkové spory s majitelem buchlovského panství, Jindřichem Prakšickým ze Zástřizl. Jindřich Prakšický například svým poddaným toleroval krádeže hroznů z vinic patřících velehradskému klášteru. Tento šlechtic byl v červenci roku 1582 zavražděn, a opat Jakub byl jedním z podezřelých ze zorganizování jeho vraždy. Je však pravděpodobné, že Prakšický byl zabit v souboji jiným šlechticem a opat tedy s jeho smrtí neměl nic společného. Spory o majetek ale šlechticovou smrtí ustaly. Jakub Bílský byl velehradským opatem až do své smrti v roce 1587.